# Lisa Hammond
Lisa Hammond (London, 1983. június 2. –) brit színésznő.
A Vera – A megszállott nyomozó sorozatban Helenét játszotta Brenda Blethyn mellett. 

## Filmjei

### Mozi
- 2015 Roald Dahl's Esio Trot ... Mrs. Desmond
- 2009 Kung Fu Flid ... Judy
- 2008 Mrs In-Betweeny ... Isobel
- 2004 Every Time You Look at Me ... Nicky
- 2000 Sade márki játékai ... prostituált

### Televízió
- 2021: Az ifjú Wallander ... Roberta Molin
- 2019 The Rubbish World of Dave Spud ... Anna Spud - 26 epizód
- 2014-2018 EastEnders ... Donna Yates - 363 epizód
- 2017 Lowdown Blap ... Lisa - 3 epizód
- 2015-2017 Vera ... Helen Milton - 8 epizód
- 2009-2011 Psychoville ... Kerry - 8 epizód
- 2005 Pusztaház örökösei ... Harriet - 6 epizód
- 2004 Max & Paddy's Road to Nowhere ... Tina - 3 epizód
- 1994-1996 Grange Hill ... Denny - 30 epizód[3]

## Fordítás
- Ez a szócikk részben vagy egészben a Lisa Hammond című holland Wikipédia-szócikk fordításán alapul.  Az eredeti cikk szerkesztőit annak laptörténete sorolja fel. Ez a jelzés csupán a megfogalmazás eredetét és a szerzői jogokat jelzi, nem szolgál a cikkben szereplő információk forrásmegjelöléseként.